# Цегляного Заводу (Калузька область)
Цегляного Заводу (рос. Кирпичного Завода) — присілок в Мосальському районі Калузької області Російської Федерації.
Населення становить 27 осіб. Входить до складу муніципального утворення Селище Раменський.

## Історія
Від 2004 року входить до складу муніципального утворення Селище Раменський.

## Населення
| 2002 | 2010 |
| ---- | ---- |
| 38   | ↘27  |